# Trương Á Minh
Trương Á Minh (22 tháng 5 năm 1961- 15 tháng 7 năm 2021) là một vận động viên cờ tướng Việt Nam. Ông là nhà vô địch quốc gia năm 1997.

## Sự nghiệp
Trương Á Minh đến với cờ tướng bằng sự yêu thích và tự nguyện chứ không qua một trường lớp nào. Từng khoác áo đội tuyển quốc gia giành HCB đồng đội châu Á năm 1994 và được phong cấp Quốc tế đại sư một năm sau đó, Trương Á Minh bước lên ngôi vô địch Giải A1 toàn quốc 1997. Bẵng đi 17 năm, ông không chạm tay đến bất cứ danh hiệu lớn nào. Năm 2014, ông vô địch giải Kỳ vương PTSC tại Vũng Tàu (hội tụ những nhà vô địch Việt Nam), vô địch Giải các đấu thủ mạnh toàn quốc, hạng nhì Giải Vô địch đồng đội thế giới và cúp Dương Quan Lân 2014. Trương Á Minh là Kỳ thủ Việt Nam đầu tiên vô địch Giải Dương Quan Lân (năm 2014 tại Quảng Châu - Trung Quốc), đặc biệt là ván thắng trước Tào Nham Lỗi- 1 kì thủ rất mạnh đến từ Macau.  Ông là là 1 trong 3 nhân vật trong bộ ba kỳ thủ Xe pháo mã của Tp Hồ Chí Minh (gồm Trềnh A Sáng, Trương Á Minh và Đào Quốc Hưng).